# Primula Rollo
 (mars 2015).
Si vous disposez d'ouvrages ou d'articles de référence ou si vous connaissez des sites web de qualité traitant du thème abordé ici, merci de compléter l'article en donnant les références utiles à sa vérifiabilité et en les liant à la section « Notes et références ».
Primula Susan Rollo, née à Londres le 18 février 1918 et morte le 21 mai 1946 à Beverly Hills en Californie, est une actrice britannique.

## Biographie
Fille de Kathleen Hill et du lieutenant d'aviation William Rollo, elle a été mariée avec David Niven du 16 septembre 1940 au 21 mai 1946. De cette union sont nés deux enfants, David Niven Jr. (en) et Jamie Niven.
Elle décède accidentellement à l'âge de 28 ans. En jouant à cache-cache durant une fête chez Tyrone Power, elle ouvre une porte qu'elle croit être un placard, mais est en réalité l'escalier du sous-sol. Gravement blessée à la tête dans sa chute, elle meurt le lendemain.

## Filmographie
On ne lui connaît qu'une seule participation dans un long métrage :
- 1944 : En français, Messieurs (English without tears, en VO), d'Harold French